# Platymetopius distinctus
Platymetopius distinctus är en insektsart som beskrevs av Melichar 1902. Platymetopius distinctus ingår i släktet Platymetopius och familjen dvärgstritar. Inga underarter finns listade i Catalogue of Life.